# Ивс, Уилберфорс
Уилберфорс Вон Ивс (англ. Wilberforce Vaughan Eaves; 10 декабря 1867, Мельбурн — 12 февраля 1920, Лондон) — британский теннисист, бронзовый призёр Летних олимпийских игр 1908 года, финалист Уимблдонского турнира и Национального чемпионата США; Кавалер ордена Британской империи.

## Биография
Служил в качестве гражданского хирурга во время англо-бурской войны. Был произведен в капитаны после года службы в Королевском военно-медицинском корпусе во время Первой мировой войны.
Умер 2 февраля 1920 года капитаном медицинского корпуса Королевской армии.
Похоронен на Гринвичском кладбище.

## Спортивная карьера
Первый турнир Уилберфорс Ивс выиграл в июле 1888 года, в возрасте 20 лет. Это были соревнования в Чемпион Хилл, в Лондоне. Спустя несколько недель он одержал и свою вторую победу, на соревнованиях в Ситтингборне.
За свою карьеру трижды (1897, 1898, 1899) побеждал на Чемпионате Британии на крытых кортах, дважды на Чемпионате Нового Южного Уэльса (1891, 1902) и по одному разу завоевывал титул на Чемпионате Ирландии (1895) и на Чемпионате Шотландии (1901). Также, выигрывал турниры в Динарде (1895, 1903, 1904, 1906—1908), Болонье (1892), в Нортумберленде (1907) и Ноттингеме (1908), дважды играл в финале турнира в Монте-Карло и один раз — в полуфинале в Queens Club (в 1893 году).
На Уимблдонском турнире в мужском одиночном разряде Ивс вышел в финал в 1895, вел 2-0 по сетам и имел матчбол в третьей партии в противостоянии со старшим из братьев—близнецов Бадделей, Уилфредом, но, в итоге, все закончилось для него поражением в пяти сетах. В том же году они вместе с Эрнестом Льюисом достигли финала в парном разряде, где потерпели поражение в четырёх сетах от братьев Бадделей. В 1896 и в 1897 выходил в финал турнира претендентов в одиночном разряде, но каждый раз терпел поражение.
В 1897 году Ивс стал первым не американским игроком, которому удалось выйти в финал Национального чемпионата США, но там он уступил, в пяти партиях, американцу Роберту Ренну.
В 1908, в возрасте 40 лет, завоевал бронзовую медаль на Летних олимпийских играх в Лондоне — в мужском одиночном разряде, на открытом воздухе. Также, он стал 4-м на соревнованиях в закрытом помещении (не смог закончить свой полуфинальный матч против Джорджа Каридьи, снялся после поражения в первом сете) и 5-м, вместе с Джорджем Гильярдом, в парном разряде.